# Баскаково (Гагарінський район)
Баскаково (рос. Баскаково) — село Гагарінського району Смоленської області Росії. Входить до складу Баскаковського сільського поселення.
Населення — 531 особа (2007 рік).

## Урбаноніми
У присілку є такі урбаноніми :
- вул 9 травня
- вул Адміністративна
- вул Космонавта Леонова
- вул Лісова
- вул Механізаторів
- вул Молодіжна
- вул Новосільська
- вул Садова
- вул Центральна
- вул Шкільна
- Шкільний провулок
- вул Ежвінська